# デマルカシオン
デマルカシオン（スペイン語: demarcación）とは、「分界」（「境界」「区分」）を意味するスペイン語。
ここでは、境界策定の取り決めとしての分界線（スペイン語: Línea de demarcación、ポルトガル語: Linha de demarcação、英語: demarcation line）の中でも、大航海時代にスペイン・ポルトガルのイベリア両国の取り決め、分界線を設定することで非キリスト教世界における支配領域をあらかじめ分配するという概念（世界分割）や、分界線によって分配された2つの領域や分界線そのものについて述べる。
大西洋に引かれた世界分割の境界線は当初教皇子午線と呼ばれたが、これに対し、その正反対の位置（東アジア付近）にあるもう1つの境界線は「対蹠分界線」として議論された。

## 分界の起源と取り決め
1972年9月の第1回ポルトガル・スペイン海外史学会に寄せられた論文では、分界の起源は再征服運動（レコンキスタ）の2国間条約に起源を持つ「フロンティア」の一種としている。12世紀半ば以降、ムスリム支配下の土地に線引きをし、その土地に対する権利を分けあうという条約がイベリア半島でたびたび締結されていた。しかし12世紀から14世紀におけるカスティーリャ王国・アラゴン王国両国の未征服地分配の取り決めに、レコンキスタの一角であったポルトガルは排除されていた。アラゴン王国は13世紀半ばのレコンキスタ完了から地中海帝国へ進んだが、15世紀には北西アフリカと大西洋諸島でカスティーリャ王国とポルトガルの間で軋轢が生じ、その利害調整が分界の契機となった。
ローマ教皇から領土拡大の正当性を与えられることで、スペイン・ポルトガル両国は国益を得て、ローマ教皇庁はキリスト教圏の拡大を果たした。イベリア両国には武力をともなった海外への進出を正当化するための精神的支援と教皇の権威が必要で、教皇庁としてもカトリック教圏を拡大するために両国の力が必要であったため、両者の利害は一致していた。そして、イベリア両王国の世界分割を正当化し、海外進出と植民地支配の根拠となったのが、教皇勅書と布教保護権 (Patronato Real) であった。
布教保護権により両国の政府と国王は、植民地の牧会と布教、および教会関係施設の設立と運営の義務を負うと同時に、司教と宣教師の人選の権限を付与された。両国王室は、キリスト教の布教を援助すると同時に、「布教地」の保護者となることでその統治の正当性を得た。
そしてローマ教皇が与えた教皇勅書は、海外で発見した土地を「征服に属する地域」であると見なし、その地域の航海、貿易、布教の独占権を認め、領有を正式に承認していた。現代のような国際法の概念も理論も未成熟であった大航海時代には、「地上における神の代理人」である教皇の決定は神の意志として全キリスト教圏の国々と王たちを拘束し、教皇勅書は一種の国際法的な意味と国際的拘束力を持っていた。これはキリスト教圏のヨーロッパにとって未発見の土地や回復（レコンキスタ）の理念がおよばない土地の征服権を特定の君公に「贈与」できるという「教皇至上主義（ウルトラモンタニズム）」に基づいていた。
「発見」が「領有」の法源（法の源泉）になるという、後のスコラ学者たちの論理は、このキリスト教圏の秩序の構造に発していた。

## 教皇勅書と条約

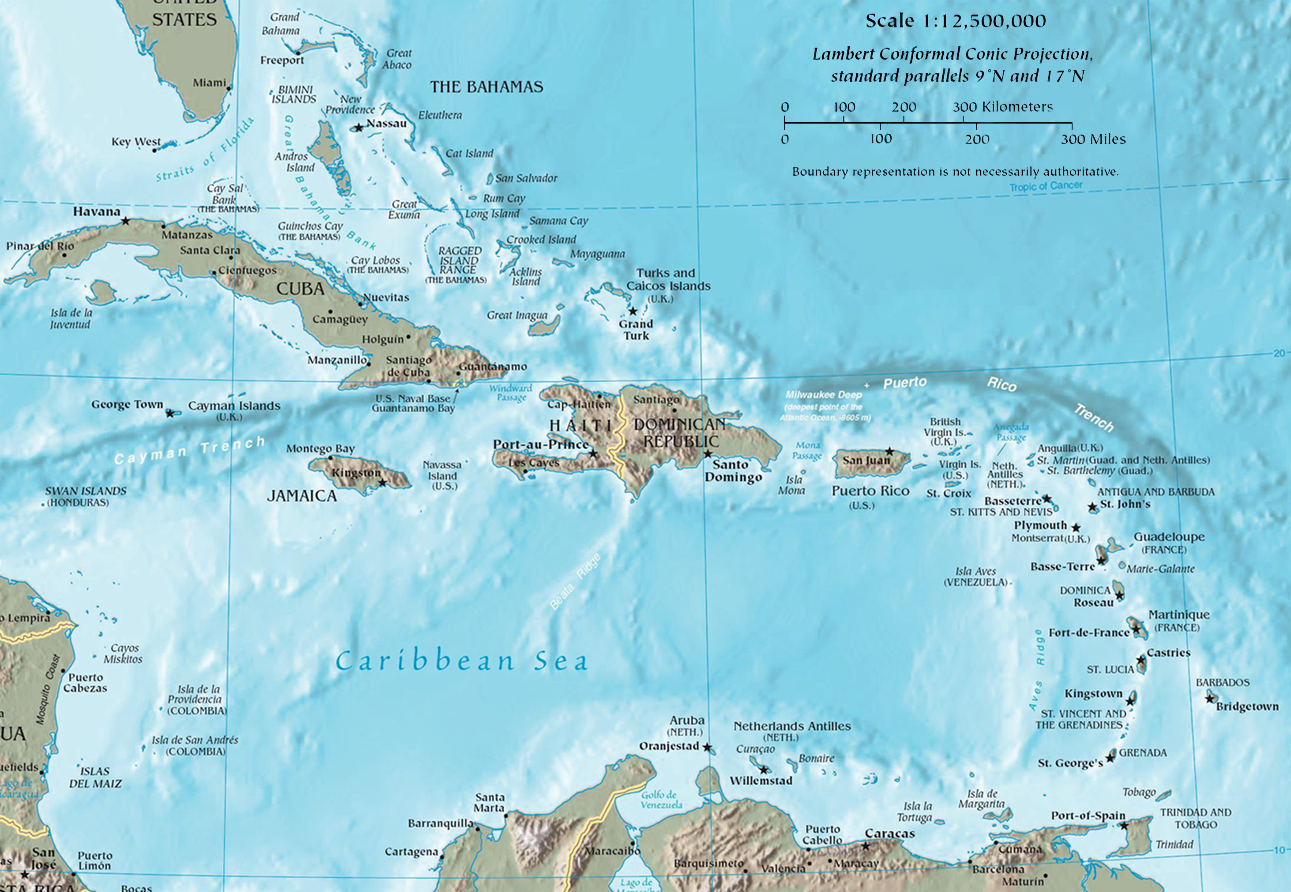
西インド諸島

ポルトガルは1415年にセウタを征服した後、アフリカ西沿岸を南下して新たな土地を発見するたびにローマ教皇から「征服に属する地域」であることを承認する勅書 (Bulla) が与えられた。ポルトガルの海外進出が南下する形で行なわれたので、教皇勅書による承認は緯線を基準として更新されていったが、1492年にスペインが南北アメリカ（西インド諸島）を発見したことから、緯線を基準とした南北の分割ではなく、経線を基準にした東西の分割承認が必要となった。

アゾレス諸島

1454年1月8日にニコラウス5世がアフォンソ5世に与えた「Romanus pontifex」、1456年3月13日にカリストゥス3世がエンリケ航海王子のキリスト騎士団に与えた勅書 (Inter caetera) 、そしてそれらを一部修正した1479年9月4日のアルカソヴァス条約が分界の直接の起源となった。この条約でカナリア諸島はスペインが、その他の大西洋諸島と「カナリア諸島から下（南）へギネアに向けて」すでに発見された、またはこれから発見される土地と島嶼をポルトガルが確保した。

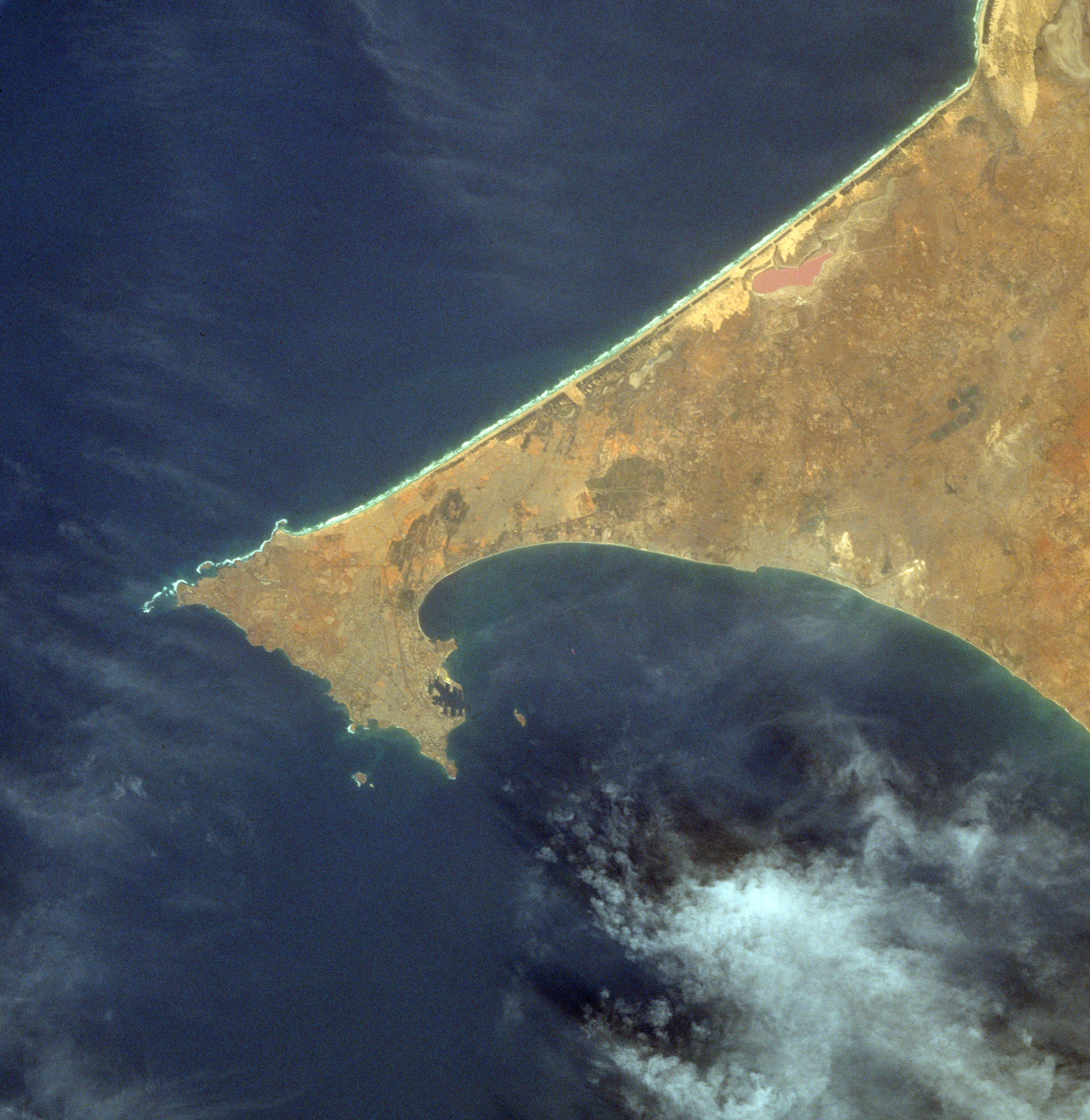
ヴェルデ岬半島

1481年6月21日に、ポルトガルは、アルカソヴァス条約の追認と先行勅書群の確認のための勅書 (Aeterni regis、永遠の王) を教皇シクストゥス4世から引き出し、1488年にはバルトロメウ・ディアスが喜望峰を回航してインド洋に到達した。
1493年、クリストファー・コロンブスの航海を機にスペインが海外植民地の獲得に本格的に乗り出し、それがきっかけとなってアルカソヴァス条約で決められた境界に関する問題が発生。ポルトガルは自国の支配領域に排他性を持たせるため教皇勅書を利用した。ローマ教皇アレクサンデル6世はスペインに向け、5月4日付の教皇勅書インテル・カエテラ (inter caetera) およびエクジミナエ・デヴォティオニス (Eximinae devotionis) を発給。この勅書によって、アゾレス諸島とヴェルデ岬諸島の西100レグアの地点を通る経線より、東側をポルトガルが、西側をスペインがそれぞれ「征服に属する地域」と定める教皇子午線が定められた。同年9月にはスペイン船がその境界線に行くまでポルトガル領の海域を通る航海権を認める大勅書も公布した。
教皇アレクサンデル6世の教皇勅書には、ポルトガルとスペインの双方とも全く注意を払わなかった。その代わりに1494年のトルデシリャス条約を交渉した。

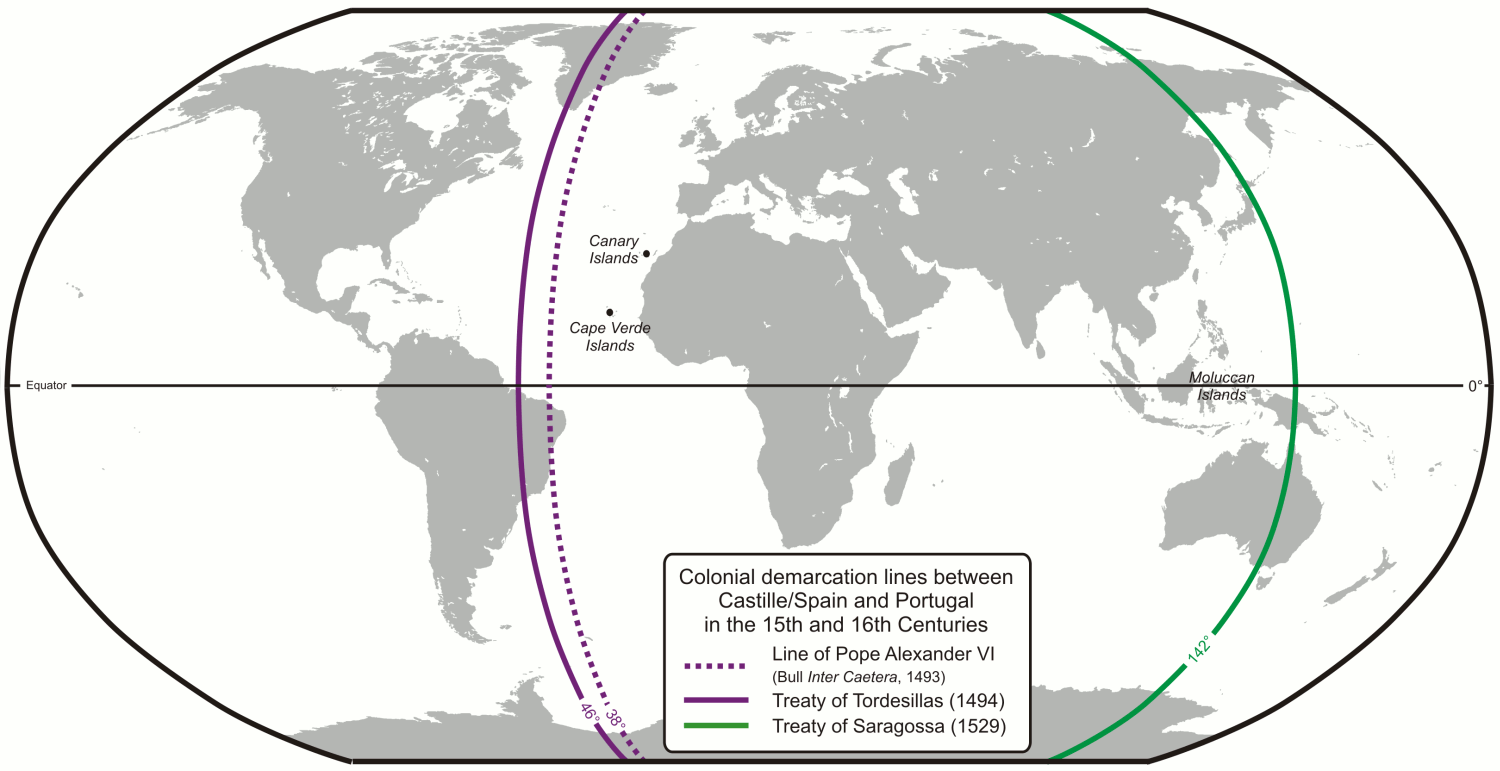
トルデシリャス条約で定められた分界線（紫）と、サラゴサ条約で定められた対蹠分界線（緑）

1494年6月7日、スペイン国王フェルナンド2世とポルトガル国王ジョアン2世の間で交わされたトルデシリャス条約によって、分割線はヴェルデ岬諸島の西370レグアの位置に変更された。この条約は1506年1月24日付のユリウス2世の大勅書で承認され、1508年には両国国王に十分の土地財産を持つ司教座聖堂や修道院を建設することなどの具体的義務を明確にし、その布教保護権を恒久的に与える大勅書を発した。
トルデシリャス条約で決められた分界線の正反対の位置の世界の分割は、当初モルッカ諸島のイベリア両国の領有問題として争われた。1512年、スペインは分界線は地球を等分割する子午線であるとする解釈を表明。1529年4月22日に締結されたサラゴサ条約によりポルトガルがモルッカ諸島を領有し、スペインは35万ドゥカートの賠償金と引き換えにモルッカへの領有権主張を放棄してフィリピンを確保した（#モルッカ諸島の節参照）。
1512年、ポルトガルがスパイス諸島を発見したことを受けて、スペインは1518年に教皇アレクサンデル6世が世界を2つに分けたという説を唱えたが、この頃までには他のヨーロッパ諸国は、教皇が新世界のような広い地域の主権を贈与する権利があるという考え方を完全に拒否していた。スペイン国内でもフランシスコ・デ・ビトリアのような有力者がインテル・カエテラの有効性を否定していた。スペインはローマ教皇庁の教皇勅書に基づく領有権を放棄しなかったが、スペイン王家は大西洋の境界線をめぐってローマ教皇の制裁を求めることもしなかった。むしろスペインはポルトガルと直接交渉をすることを選んだ。
1537年の教皇勅書スブリミス・デウスによって教皇アレクサンデル6世の教皇勅書インテル・カエテラは無効にされたという。

## 世界分割に対する反論
教皇勅書の恩恵に与れない、またはその権威を認めない第三国にとって、スペイン・ポルトガル2国による世界分割論は国際法上の基盤を持たない空論に等しく、両国間で定められた取り決めには、他国の人間からの反発もあった。非キリスト教世界の権利を無視した分界の取り決めは、キリスト教圏のヨーロッパに限定しても第三国を拘束する力は無く、教皇勅書の権威も宗教改革の時代には先細りとなっていた。
イングランド王ヘンリー7世は、1496年3月3日にジョン・カボットに「北・東・西」のいずれの方向であれ「キリスト教徒にとって未知」の土地を目指す航海の特許状を与えた。これはスペイン・ポルトガルによってすでに「発見」された土地・航路はその権利を容認する一方で、将来の発見に関しては両国による排他的な分配を否定するもので、第三国による最初の反分界宣言だった。
フランス国王フランソワ1世の

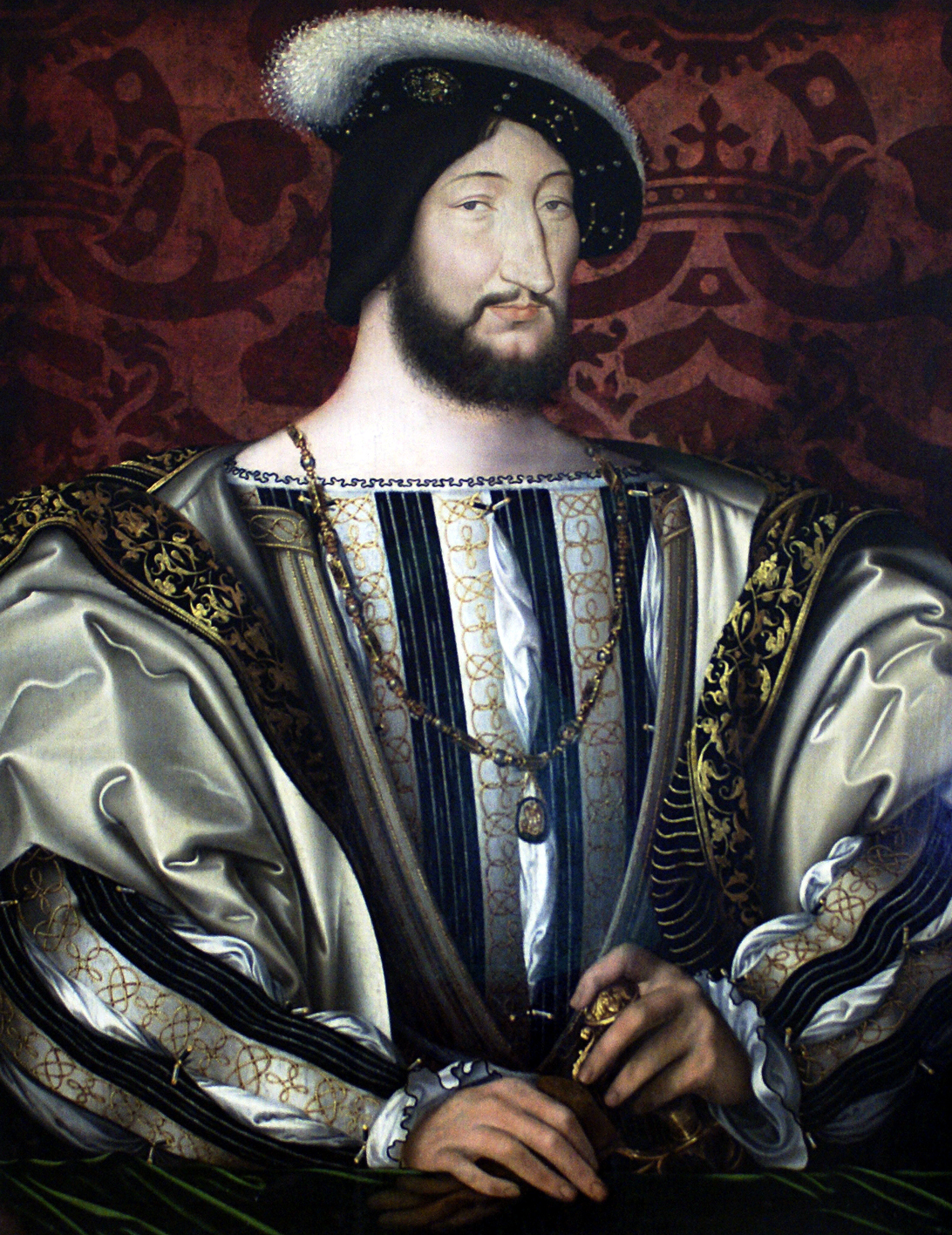
フランソワ1世

という発言は、第三国による分界を否認する言葉として引用され、フランスは実効支配した者に所有権を与える「専有物保留の原則」を支持した。

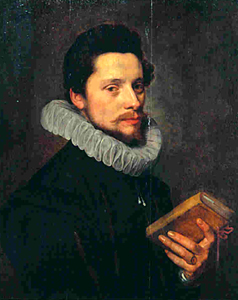
フーゴー・グローティウス

オランダの法学者フーゴー・グローティウスはポルトガルの東インド貿易の独占に反対し、それはすべての国民に対して自由であらねばならないと説いた。そして通商の自由の根拠として海洋の自由を論じ、『自由海論』（1609年刊）で、
- ポルトガルが東インドに行くまでの海と東インドそのものに対して独占権・支配権を有するという主張は、発見（先占）によっても、ローマ教皇の贈与によっても、戦争によっても成り立たない。万民法・自然法上、海は無主物・共有物・公物と呼ぶべきもので、私的所有の対象とはならない
- 東インドへの航海を最初に行なったとしてポルトガル人が先占権によりその海洋に対する支配権を主張しても、世界中の海は大抵過去に誰かによって航海がなされているから、その論は成り立たない
- 教皇の贈与によってポルトガルが東インドに支配権を有するというが、教皇は全世界の世俗的支配者ではなく、異教徒はカトリック教会に属していないので教皇は彼らに対して何の権限も有しない
- 教皇がイベリア両国に対して行なった分割の決定は2国間だけのことで他国には関係がない
- ポルトガルが発見（先占）によって東インドに対して支配権を持つという論は、東インドは既に独自の国家・王・法を有していること、ポルトガルは東インドに守備隊を置かず、占領しているという実績があるわけではないので、成り立たない
- ポルトガルが戦争により東インドの支配権を得たと主張するが、貿易を妨げられたわけでもなく、キリスト教を信奉しないというだけでは戦争を正当化する理由にならない

などの論理を展開して、イベリア両国の東西インド領有体制を批判した。

## 批判に対する両国の反応
東南アジア諸島の対蹠分界線を決めるため（#教皇勅書と条約の節参照）、スペイン・ポルトガル両国から多くの学者や神父、航海士が選ばれ、それぞれスペイン国境の町バダホスとポルトガル国境の町エルヴァスに集って議論を戦わせた。16世紀スペインの年代記家フランシスコ・ロペス・デ・ゴマラ (es:Francisco López de Gómara) がその著作で、両王権の代表者として世界分割を議論する彼らを揶揄する逸話を載せている。分界の方法を議論することそのもののナンセンスを笑うこの逸話は、分割を議論する会合を同時代人がどう思っていたかを物語っていた。
サラマンカ学派の創始者フランシスコ・デ・ビトリアは教皇の贈与勅書に基づいたスペインのインディアス支配を批判した。そして、人間の権利は「自然権」であるとして異教徒であるインディオの権利を擁護し、「万民におよぶ法＝国際法」を国家の法の上位に位置づけた。しかし、ビトリアは新世界との関係を諸民族間の交流（通商・航海・旅行）の自由に求め、スペインによる「新大陸」征服・統治を法的に根拠づけた。

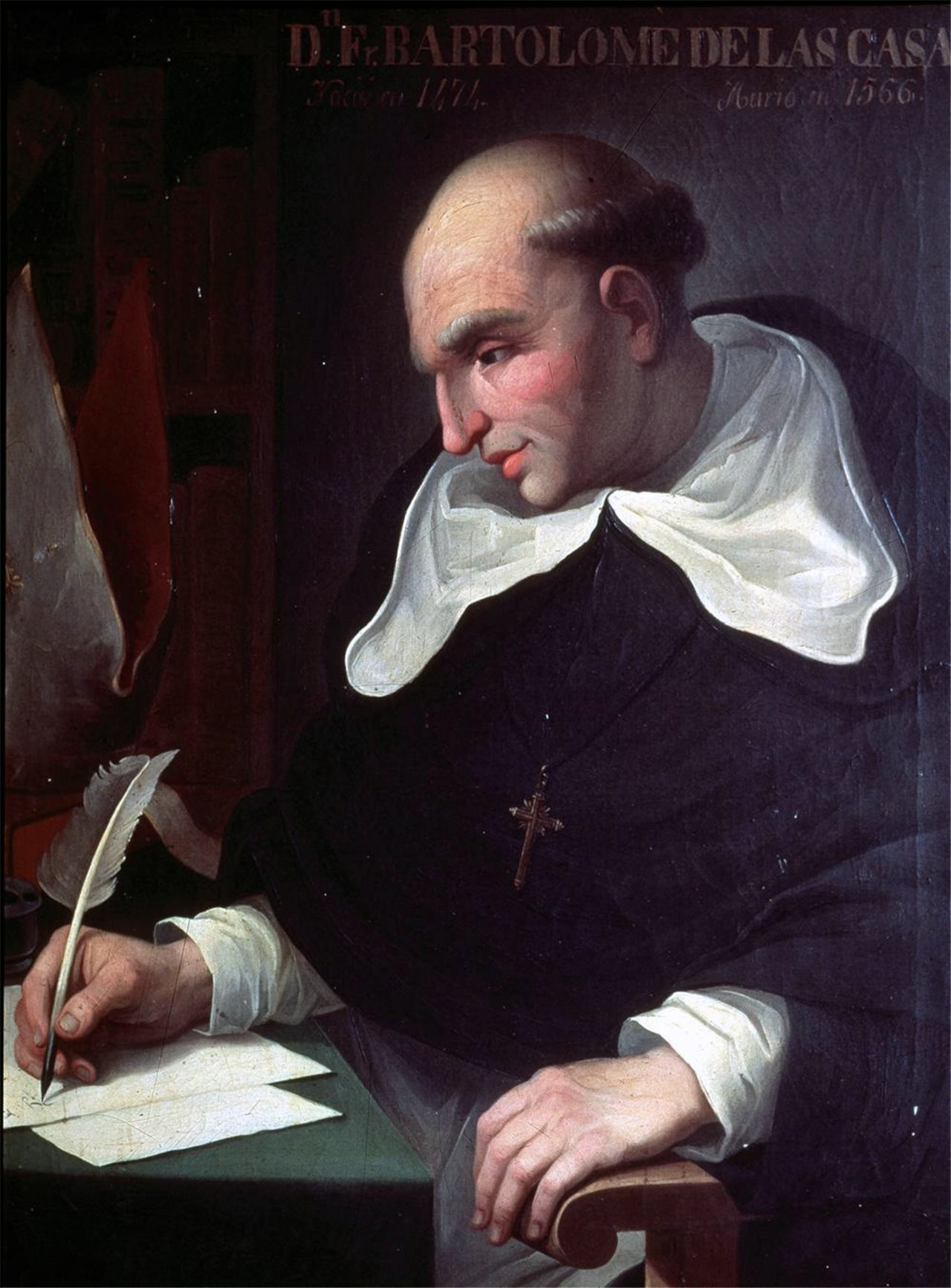
ラス・カサス

ビトリアが、教皇が世俗世界の主ではないことを論拠とし、その贈与権に異議を唱えたのに対し、バルトロメ・デ・ラス・カサスは人道的な立場からインディオを擁護した。ラス・カサスはインディオは野蛮人ではなくヨーロッパ人と同じ人間であると説き、インディオを支配する正当性を主張するフアン・ヒネス・デ・セプルベダと論争を繰り広げた。
学士マルティン・フェルナンデス・デ・エンシーソは、アメリカ大陸のセヌーで会った原住民に、空と大地と人間の創造者は神であり、ローマ教皇はすべての人間の魂と信仰に絶対的な権限を持つイエス・キリストの代弁者であると告げた。そして教皇が自分の主君であるカスティーリャの王にこの地をお与えになり、自分はそこを所有しようとしていると宣言する。それに対し、自分の物でもないものを他人に与えようとする教皇は他人の物にずいぶん無頓着もしくは乱暴なお方で、物乞いをするような生活に困ったお方、そして自分が知りもしない相手を脅迫して土地を奪おうとするのだから不敵なお方だと返し、他人のものを欲しがって贈与を得た国王は気が狂っているに違いないと答えたという。これもゴマラの著作に書かれたことだが、初対面の相手がこのような会話を交わせるはずが無いため、ラス・カサスはこれに関しては作り話に過ぎないとみなしている。
こうして国内外で批判が高まる中、スペイン・ポルトガル両国は世界進出に関するライバルであると同時に、分界の取り決めを共有する「同胞」意識も持っていた。両国が敵対関係でいることは分界の理念そのものの崩壊につながることから、非キリスト教世界の排他的独占のために、二強の「談合」の姿を第三国に誇示する必要があり、モルッカ諸島の領有問題が加熱していたにもかかわらず、両王室間ではいくつもの婚儀が整えられた。モルッカ諸島の領有問題解決を図るためにもたれた会議は両国以外の第三国に対する「世界分割」のパフォーマンスとしての側面があり、両国は中国や日本、フィリピンなどの帰属をめぐって対蹠分界線による分界の議論を繰り広げ、1681年から開かれた会議では南米ラプラタ川北岸のサクラメントの領有権が争点となった（#ブラジルの節参照）が、対蹠分界がヨーロッパの第三国を排除し独占的に非キリスト教世界を分配する「談合」の論理のうえに成り立っている以上、両国の交渉は決して決裂に至らなかった。

## 分界線の意味の変容
宗教改革が始まり、教皇の権威が衰退することで、分界線の意味は変化していった。
世界を二分割しそれぞれを領有する権利をスペイン・ポルトガルが有する根拠が教皇の権威にある以上、その権威が揺らぐことで分界線の効力も弱まった。分界線を無視してイングランドやフランスが海外進出してゆくにつれ、教皇子午線は旧世界と新世界、ヨーロッパとアメリカを分割する線を意味するようになっていった。「旧世界＝ヨーロッパ」は「無主」の土地はすでに無く、戦争を抑止するヴェストファーレン体制が形成されて、秩序やルールが生まれた。一方「新世界」は、ヨーロッパ諸国家同士の約束事が通じない、自由に奪い合うことができる領域で、「先占と拡張のための自由なフィールド」であり「巨大な陸地取得における粗野なつかみ取り」となっていた。
ドイツの法学者カール・シュミットによれば、分界線の変化の兆候は1559年に締結されたカトー・カンブレジ条約に付帯する密約で、フランスとスペインがヨーロッパにおける宗教戦争では旧教（カトリック）国同士互いに協調するが、「新世界」ではその限りではないと確認したことにあった。この後、フランスの海賊がスペインのカリブ海植民地を襲撃し、やがてフランスはカリブ海や北米のルイジアナに拠点をもつようになる。
ジョン・ホーキンスをはじめとしたイングランドの船乗りたちはカリブ海地域でスペインの「宝船」を襲うようになり、これが1588年のスペイン無敵艦隊とイングランドの戦い（アルマダの海戦）を引き起こす要因の1つとなった。
分界線は「友誼線 (amity line)」と呼ばれるようになり、条約、平和、友誼が適用されるのは「友誼線の東側＝旧世界、ヨーロッパ」のみで、「線の西側＝新世界、南北アメリカ大陸」には適用されないという原則が生まれた。こうしてイギリスの私掠船が略奪を行える自由な領域が作られ、エスパニョラ島に拠点を置く海賊と手を組んだフランスはスペインの植民地や商船を襲うようになった。友誼線の向こうではヨーロッパの国際法の規定は無く、強者の権利だけがまかり通る、他を考慮しない自由な暴力使用の領域となった。
ヨーロッパ国際法の例外領域とされた「新世界＝南北アメリカ大陸（アメリカ州）」は、後にアメリカ合衆国の独立、それに続くアメリカ合衆国大統領ジェームズ・モンローのモンロー宣言によってヨーロッパ諸国の影響力を排除し、その支配から脱する。

## スペイン、ポルトガル以外の国と分界

### イングランド

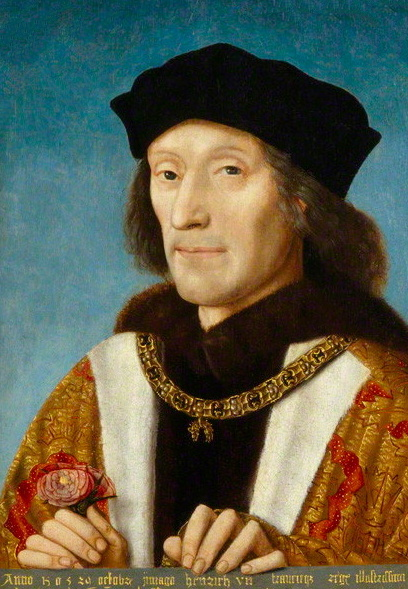
ヘンリー7世

イングランド王ヘンリー7世は、1496年に続いて（#世界分割に対する反論の節参照）、新たな航海の特許を1498年2月3日にジョン・カボットに与えた。これに対してスペインのカトリック両王はペドロ・デ・アヤラを派遣し、1498年7月5日付書簡でカボットが踏査した土地も踏査する予定の地も、教皇勅書とトルデシリャス条約でスペインに留保された圏内にあることを告げたが、ヘンリー7世は取り合わなかった。1498年5月にブリストルを発したジョン・カボットの第2次遠征隊は、5隻の船のうち4隻が失われ、カボット自身も死去し、失敗に終わった。
1502年12月9日にヘンリー7世がヒュー・エリオットに発布した航海特許状では、踏査の対象から除外すべき土地は「ポルトガル国王その他によって発見されかつ占有されている」ことを条件とした。これによりヘンリー7世は、カボットに特許を出した時のように「発見したという事実」を容認するのではなく、発見しただけでなくその地を実効的に占有していることを重視する立場を示した。
ヘンリー8世の治世ではウィリアム・ホーキンス（ジョン・ホーキンスの父）が南米のガイアナやブラジルへの航路を探索したがスペイン勢力がまだ強い当時は貿易路開拓は果たせなかった。イングランドはスペインの勢力がおよばない海域を探り、1553年にヒュー・ウィロビーとリチャード・チャンセラーが東回りの貿易路（北東航路）を開拓してモスクワに到達、モスクワ会社を設立する。

### フランス

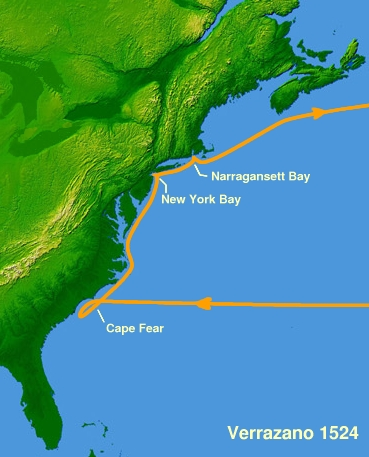
ヴェラッツァーノが調査した地域。

フランス国王のフランソワ1世は、1523年にジョバンニ・ダ・ヴェラッツァーノを探検航海に派遣し、北米東海岸（ニューファンドランド島からフロリダ州のあたり）を調査させた。
ジョン・カボットの功績によって「発見」による権利を主張し得たイングランドと違い、その種の根拠が無かったため、フランソワ1世は新大陸に関する「権利」を教皇から得ようとした。1533年10月、マルセイユで教皇クレメンス7世と会見したフランソワ1世は、スペイン・ポルトガルに与えられた「贈与」の勅書は「その時点ですでに発見された土地についてのもの」であって、「将来の発見」におよぶものではない、という解釈を引き出した。宗教改革でプロテスタント諸派が出現したことで権威の揺らいでいた教皇は、スペインの利害に反することを知りながらも、カトリック教国であるフランスに妥協してトルデシリャス条約の効力を限定する言質を与えた。
これを受けて同年10月31日に大提督シャボーは、「ヌーヴ・フランスの征服と北回りによるカタイ航路の発見」のために船隊を艤装する特許をジャック・カルティエに与え、翌1534年にはカルティエを北アメリカに送ってセントローレンス川河口付近を探検させた。
フランソワ1世の前述のような発言（#世界分割に対する反論参照）は、カルティエの第3回航海に対するスペイン国王カルロス1世の抗議の論拠が教皇アレクサンデル6世の「贈与勅書」にあったことに対してのものだった。しかし、カナダ周辺にはアジアへの航路も黄金も存在しないことが明らかとなり、同地への植民の企ては半世紀にわたり中断された。

### モルッカ諸島

モルッカ諸島

アラブ・インド同盟軍と争ってこれを破り、インド洋の制海権を獲得したポルトガルは、1510年にゴアに、1511年にマラッカに要塞を築きインド洋・東南アジアの拠点とした。ポルトガルはその後、インドネシア西部のモルッカ諸島＝香料諸島も入手するが、1521年にフェルディナンド・マゼラン率いるスペイン船団が南米を迂回してフィリピン諸島に来航し東南アジアで香料を購入するようになった。
このため、ポルトガル国王ジョアン3世はスペインに抗議し、両国の間で対立が生じたが、スペイン国王カルロス1世（カール5世）は1529年のサラゴサ条約の締結によって香料諸島の権利を放棄。領海はフィリピン諸島の西と南を境界とした。この両国の取り決めで、フィリピンからのスペイン系宣教師の来日、マニラから中国への航海、ポルトガル船の太平洋横断などが禁止された。

### 日本
非キリスト教国であった日本とポルトガルとの接触は、天文11年（1542年）のフランシスコ・ザビエルの種子島漂着から始まる。日本の民間商人や地方領主たちはマラッカ経由で来日するポルトガル人商人と交易し、ザビエルの後に来日したポルトガル系のイエズス会の宣教師たちによって布教活動が行なわれて、約半世紀間イエズス会は拡大し続けた。1576年1月23日付のグレゴリウス13世の大勅書で設定されたマカオ司教区に日本も含まれたことで、日本のキリシタン教会にポルトガル国王の布教保護権がおよぶことと、その保護者がポルトガル国王であることが確定した。これにより日本はポルトガル領とみなされ、巡察師アレッサンドロ・ヴァリニャーノが1577年に滞在先のマラッカで書いた報告書には「デマルカシオンと分割による境界のなかに置かれていることから、マラッカ・シナ（中国）・日本を含むインド全域がポルトガルの征服と王室に帰属していると、ポルトガル人がインドで主張している」とあった。
ザビエルの来日後、ポルトガル船が九州各地に渡来するようになるが、スペインの貿易船が来るのはその約40年後、1581年（天正9年）にスペイン王フェリペ2世がポルトガル国王に就任したことでスペイン・ポルトガルの同君連合が成立したころだった。1582年、肥前国の口之津に来航したジャンク船にはスペイン使節ポーブレが乗っていた。ポーブレはフェリペ2世のポルトガル国王就任を通達するためマニラからマカオに遣わされた使節の1人だったが、マニラに帰る途中で遭難し同地に漂着した。天正12年（1584年）、マニラからマカオに向かう途中だったヴィセンテ・ランデーロの船が、大風に遭い平戸に入港した。フィリピンからの初の渡航船となったこの船にはアウグスチノ会修道士2人、フランシスコ会修道士2人が乗っており、これがスペイン系の托鉢修道会修道士の初来日となった。これまでは両国の分界の取り決めによりマニラから中国への渡航は禁止され、日本布教もイエズス会以外の修道会の進出は禁止されており、フィリピンのマニラから日本や中国に出向いてはならない、逆にマカオからマニラに出向いてはならないとのルールがあった。そのため、これらはデマルカシオンの境界線を突破して日本に到達するために遭難を装ったとも考えられている。
イエズス会と不仲だった平戸の松浦氏は托鉢修道会を通してフィリピン総督と交渉を始めた。天正12年、天正15年（1587年）、天正17年（1589年）にフィリピンのマニラから日本にスペイン船がやってきたが、天正15年に天草サシノツに入港したマニラのジャンク船は肥後国の新領主佐々成政に歓待され貿易を希望されたが、それを断って出航し、天正17年に薩摩国片浦に漂着したスペイン船も同様に「儲けが大きいヌエバ・エスパーニャに直航してしまった」。
スペイン系の托鉢修道会（フランシスコ会・ドミニコ会・アウグスチノ会）は日本が潜在的なポルトガル領となったことに対し、スペイン船の日本漂着、西国大名の貿易目当ての勧誘、豊臣秀吉の対フィリピン外交に乗じるなど、教皇からの承認を得ることなく日本の布教活動に入った。1592年、マニラ総督からドミニコ会士を団長とするスペイン使節が日本に派遣され、翌1593年にはフランシスコ会士が来日。イエズス会と托鉢修道会の敵対関係は激化し、フランシスコ会が京都で公然と布教活動を行なったことで1597年には二十六聖人の殉教事件が起きる。
1605年にポルトガル副王のドン・ペドロ・デ・カスティリョは日本における布教をイエズス会の独占とするようマドリードに要請したが、1608年にローマ聖庁は日本での布教を全教団に認めたため、フランシスコ会とドミニコ会が長崎に進出し、イエズス会との間の勢力争いが激しくなった。イエズス会側は彼らの日本布教参入を、ポルトガルの「デマルカシオン」を根拠に批判したが、托鉢修道会はイエズス会士の貿易活動や軍事活動を糾弾。そして布教政策の誤りによって日本の権力者に活動を禁じられたことに対して、托鉢修道会は日本側から布教許可を得ていると主張することでローマ教皇の決定は効力を失っており、さらにデマルカシオンの分界線はマラッカの上を通り日本はスペイン領に入るとして、自らの布教の正当性を主張した。
フランシスコ会士で日本二十六聖人の1人マルチノ・デ・ラ・アセンシオンが1596年（文禄5年）6月から9月にかけて作成した『国王陛下が日本のキリスト教界のために救済せねばならない諸問題に関する報告書』では、スペイン国王の日本支配とフランシスコ会の日本布教の正当性が説かれ、同時にイエズス会の日本支配と独占に対する厳しい批判が記されている。日本はスペインの「デマルカシオン」に包摂されており、スペインが日本に進出するのは当然の権利であり正当な行為である。そして正当な支配権を持つスペイン国王が、日本のキリスト教界を救済する義務を負うことから、長崎や平戸を獲得して要塞を建築し防御のために武装艦隊を建造しなければならないと主張していた。

### ブラジル

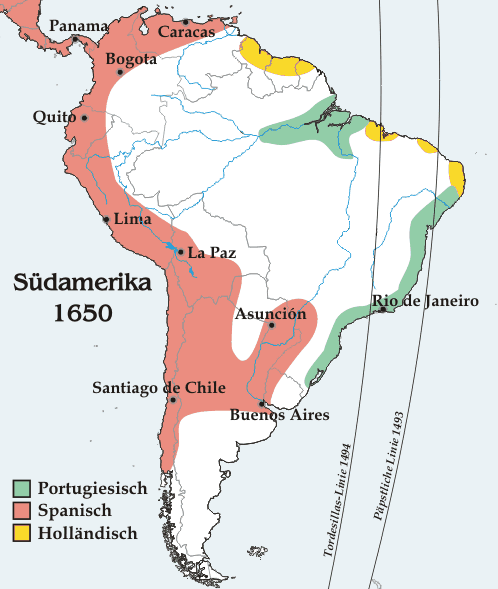
1494年のトルデシリャス条約で定められた線（西側の境界線）から東側が、当初のポルトガルの領有地域。

1500年、ペドロ・アルヴァレス・カブラルがブラジルを「発見」。当地はトルデシリャス条約によってポルトガルの領有となった。
1494年にトルデシリャス条約が締結された際に分界線を西に移動させたのは、ポルトガル王ジョアン2世がすでにアメリカ大陸の存在を知っていたからではないかという説があるが、それを証明する史料は発見されていない。

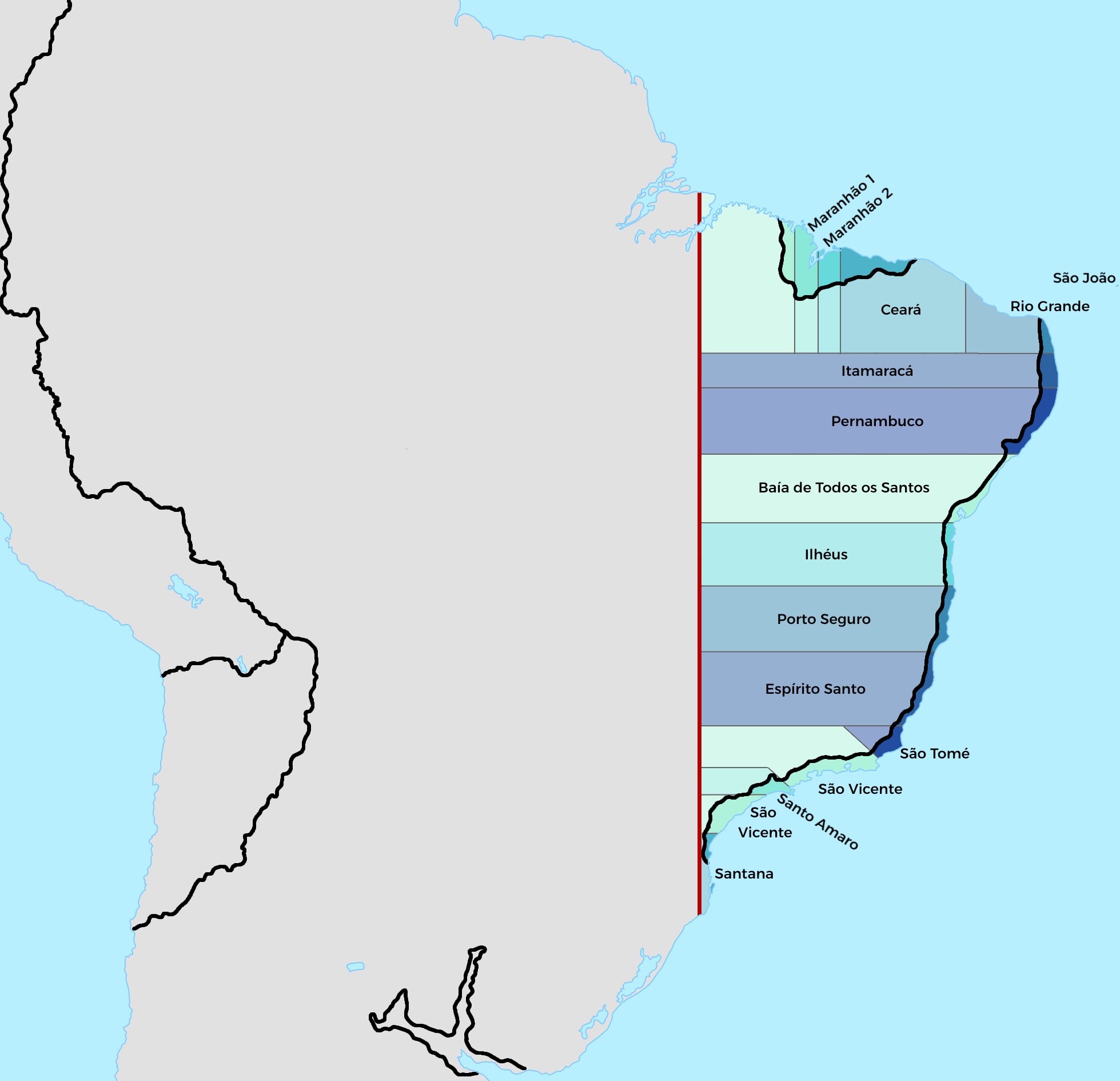
16世紀前半のポルトガル領ブラジル（図は15のカピタニア領に分割された1534年当時）。

1580年にスペイン国王フェリペ2世がポルトガル国王に就任したことによる同君連合の成立以後、日本と同様、トルデシリャス条約の分界線は一時的に無視されることになった（#日本の節参照）。ポルトガル人たちによって組織されたバンデイランテスと呼ばれる探検隊が南米大陸の奥地に進出するようになり、奴隷狩りや貴金属の探索を始めた。17世紀にはその規模が拡大し、ラプラタ川やアマゾン川の水系を利用して、トルデシリャス条約で定められた境界線を越えてスペイン領にまで侵入し、ブラジル領を拡大することになった。
18世紀の初めごろには、バンデイランテスだけでなく牧畜業者や軍の南西への進出や、金鉱の探索によって、ブラジルが実効支配する領域は大きく拡大していた。ポルトガル国王ジョアン5世は、晩年の1750年にスペインとマドリード条約 (1750年1月13日)を締結。サクラメントを放棄する代わりに、トルデシリャス条約の境界線を越えて西側に大きく拡大した領土の領有を認めさせ、「7つの布教村」地域と呼ばれたウルグアイ川左岸を獲得した。こうして現代のブラジル領の境界線が確定したが、1761年の協定でマドリード条約は無効とされ、1777年の第一次サン・イルデフォンソ条約で「7つの布教村」はスペイン領に戻された。

### その他
オスマン帝国の提督ピーリー・レイースの海図（トプカプ宮殿博物館所蔵）には分界についての記述がある。